# Sklenský potok (přítok Svatavy)
Sklenský potok je krátký horský potok, levostranný přítok Svatavy v Krušných horách v okrese Sokolov v Karlovarském kraji. Délka toku měří 1 km.

## Průběh toku
Potok pramení v Krušných horách v nadmořské výšce okolo 645 metrů při západním okraji Sklené, části města Kraslice. Teče jihozápadním směrem na horských loukách, svažujících se do údolí Svatavy. V jižní části Kraslic se potok vlévá zleva do Svatavy.